# Comida basura
La comida basura o comida chatarra (calco del inglés junk food) contiene, por lo general, altos niveles de grasas, sal, condimentos o azúcares (que estimulan el apetito y la sed, lo que tiene un gran interés comercial para los establecimientos que proporcionan ese tipo de comida) y numerosos aditivos alimentarios, como el glutamato monosódico (potenciador del sabor) o la tartrazina (colorante alimentario).
Potencialmente, todos los alimentos son perjudiciales para la salud si se excede de su consumo, pero los que se consideran comida basura lo hacen en mayor medida por necesitarse menores cantidades para producir efectos adversos o por consumirse en mayores cantidades, dada su facilidad de consumo (comida rápida) o el uso social de su consumo (ligado a formas de ocio juvenil). También puede ocurrir que determinados grupos de población, o los que padecen determinadas enfermedades previas, sean más sensibles a sus efectos. Suele relacionarse el consumo de comida basura con la obesidad, las enfermedades del corazón, la diabetes del tipo II, las caries y la celulitis. La comida basura brinda al consumidor grasas, colesterol, azúcares y sal, mientras que una comida saludable debe proveer fibras, proteínas, carbohidratos, vitaminas y minerales necesarios para el rendimiento del cuerpo.

Propaganda que incita a comer.

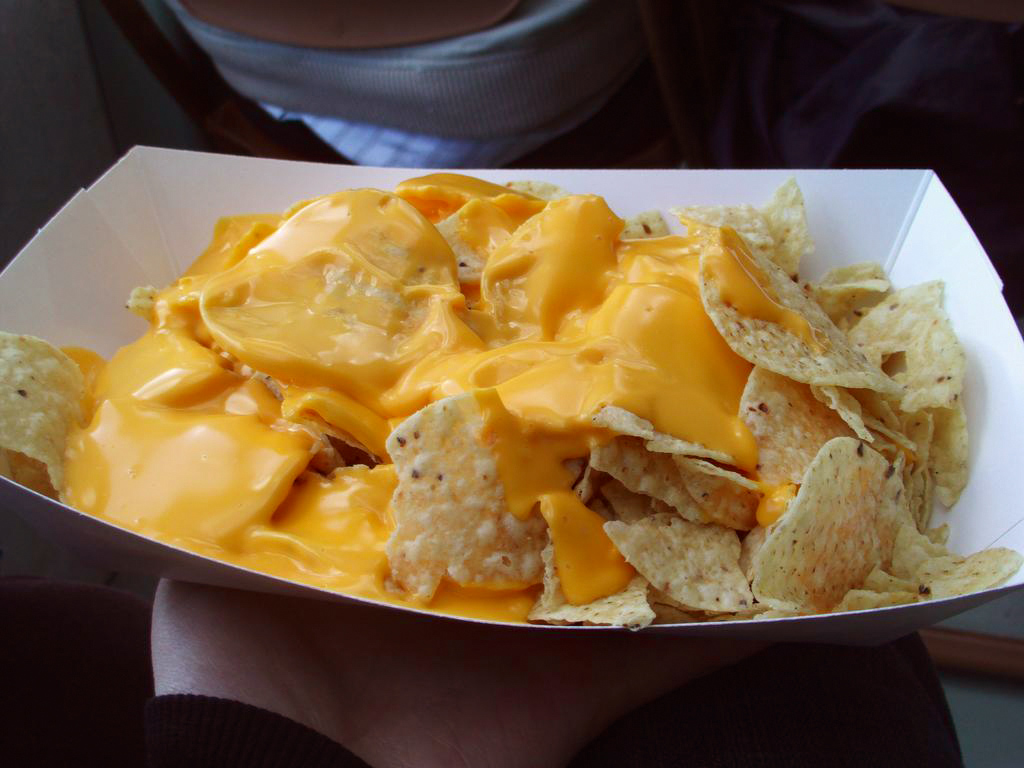
Nachos con queso.

Los restaurantes de comida rápida brindan desde luego este tipo de comidas, pero además las cadenas de supermercados también ofrecen al mercado dicha comida basura. En este sentido, las investigaciones sobre procesos socioculturales y nutrición nos pueden ayudar a comprender este fenómeno, pues se enfocan en los procesos de cambio a gran escala, como la globalización, modernización, urbanización, los cambios en el rol de la mujer y los cambios tecnológicos, para entender cómo estos procesos afectan la comida y la nutrición. Las características económicas, culturales y políticas de un país tienen estrecha relación con su forma de alimentarse. Por eso es importante considerar la influencia de estos factores en la nutrición. ¿El índice de obesidad en los niños de dicho país y de otros influenciados por el mismo, disminuiría? Además, el predominio de la obesidad ha incrementado mucho, a pesar de un aparente disminución en las porciones de calorías consumidas, como la grasa, en la dieta de los niños de Estados Unidos.
Sin poder afirmarse que la obesidad y sus enfermedades consustanciales sean causadas únicamente por la ingesta de comida basura, sí cabe afirmar que es un factor principal del actual problema de obesidad infantil o del agravamiento de otros problemas de salud al que se suma esta mala práctica nutricional. Una ingesta considerable de comida basura (por ejemplo, hamburguesa con queso, patatas fritas o frituras de maíz, bebida azucarada y postre edulcorado) puede contener 9200 kJ (2200 kcal), las cuales, a una tasa de 350 kJ (85 kcal) por milla, requerirían una maratón para ser quemadas. La sedentarización de los hábitos de vida en combinación con este tipo de mala alimentación incrementa notablemente sus efectos perniciosos.
Los niños presentan con gran frecuencia problemas de nutrición. Esto contribuye a problemas sociales y psicológicos en el desarrollo del niño, como la baja autoestima, el bullying y la discriminación, entre otros. El índice de obesidad, problemas cardíacos y hasta repercusiones psicológicas se ven reflejadas en los niños a causa de la malnutrición que impera en la sociedad moderna estadounidense. El mecanismo de propaganda de los restaurantes de comida rápida (en gran medida, clasificable como comida basura) hace que este índice tenga más revuelo, creando así graves problemas de salud en los niños. El gran poder de la influencia publicitaria crea un desplazamiento de valores nutricionales que cualquier niño necesita en su desarrollo, causando así los problemas antes mencionados. La comida basura en sí, es una mercancía, que a los ojos de las industrias debe venderse a gran escala para obtener lucro de ella; no importa el valor nutricional de la misma, sino la mayor cantidad de ventas posible.
Un artículo del New York Times, titulado «Cooking with Dexter: Happy-meal me», publicado el 4 de octubre de 2009, presenta una situación en la cual un padre ve cómo la comida basura de un restaurante de comida rápida o fast food se cuela de manera inevitable en la vida de su hijo. El artículo presenta una descripción y una crítica a la comida basura de ese restaurante, y ofrece algunos valores nutricionales de los alimentos que vende.
Las empresas dedicadas a producir y comercializar este tipo de comida, por lo tanto, tienen un gran negocio al ofrecer alimentos que provocan más apetito y más sed, lo que hace que los consumidores sigan comprando.
La comida chatarra también se asocia a la facilidad de elaboración (por eso se habla de comida rápida), al bajo precio (suele ser barata) y al ocio (los adolescentes se reúnen en restaurantes de comida basura).
Si una persona consumiese comida basura todos los días, tendría más probabilidades de padecer enfermedades sanguíneas, obesidad, diabetes y colesterol alto. No es lo mismo si esta comida se consume una vez a la semana que todos los días. Las consecuencias pueden ser irreversibles y hasta lamentables. Los hábitos alimenticios que hemos adquirido con el tiempo y la vida moderna, se han transformado en un hábito que atenta contra la salud. Algunos de los alimentos basura, comunes en muchos hogares son: hamburguesas, salchichas, patatas fritas, frituras de maíz, algunos productos congelados para la preparación en microondas, bebidas gaseosas y dulces entre otros. El tomate o la lechuga frescos que acompañan a algunos de estos alimentos es lo único que no debe considerarse basura, por su contenido en vitaminas y fibra.
Este tipo de comida es muy popular por lo sencillo de su elaboración (sometida habitualmente a procesos industriales) y conservación (en muchos casos no necesita refrigeración y su fecha de caducidad suele ser larga), su precio relativamente barato, su amplia distribución comercial que la hace muy fácilmente accesible y la presión de la publicidad. También porque no suele requerir ningún tipo de preparación por parte del consumidor final o ésta es escasa, es cómoda de ingerir y tiene una gran diversidad de sabores.
Cabe mencionar que este tipo de comida es muy saturada en sal, la sal es un adictivo natural la cual al consumirla provoca un exceso de dopamina y orexina que incrementa la sensación de placer y recompensa, según alertan los cardiólogos.
No solo la comida, las bebidas también contribuyen, tan solo México es el país con más muertes por enfermedades relacionadas con el consumo de bebidas azucaradas, según un estudio. Debido a que el consumo de estas bebidas incrementa el Índice de masa corporal asociado con los padecimientos que llevan a la muerte.
Por otra parte, en nuestra cultura consumista nos han inculcado ciertos patrones alimenticios desde nuestra infancia como parte de nuestra dieta, un ejemplo claro son las bebidas azucaradas como las Cola, ya que manejan campañas publicitarias persuasivas muy fuertes para posicionarse en nuestras mentes y preferencias. De manera irresponsable estas marcas de bebidas han minimizado la información más relevante para el consumidor como lo es el riesgo que produce la ingesta continua y elevada de azúcar (monosacárido) causando diferentes enfermedades ya mencionadas anteriormente. Una de las enfermedades que más a causado muertes es la obesidad, que cada vez se incrementa más. Dicha enfermedad es crónica, que afecta a niños y adultos en todos los países del mundo, especialmente en Estados Unidos y México.  

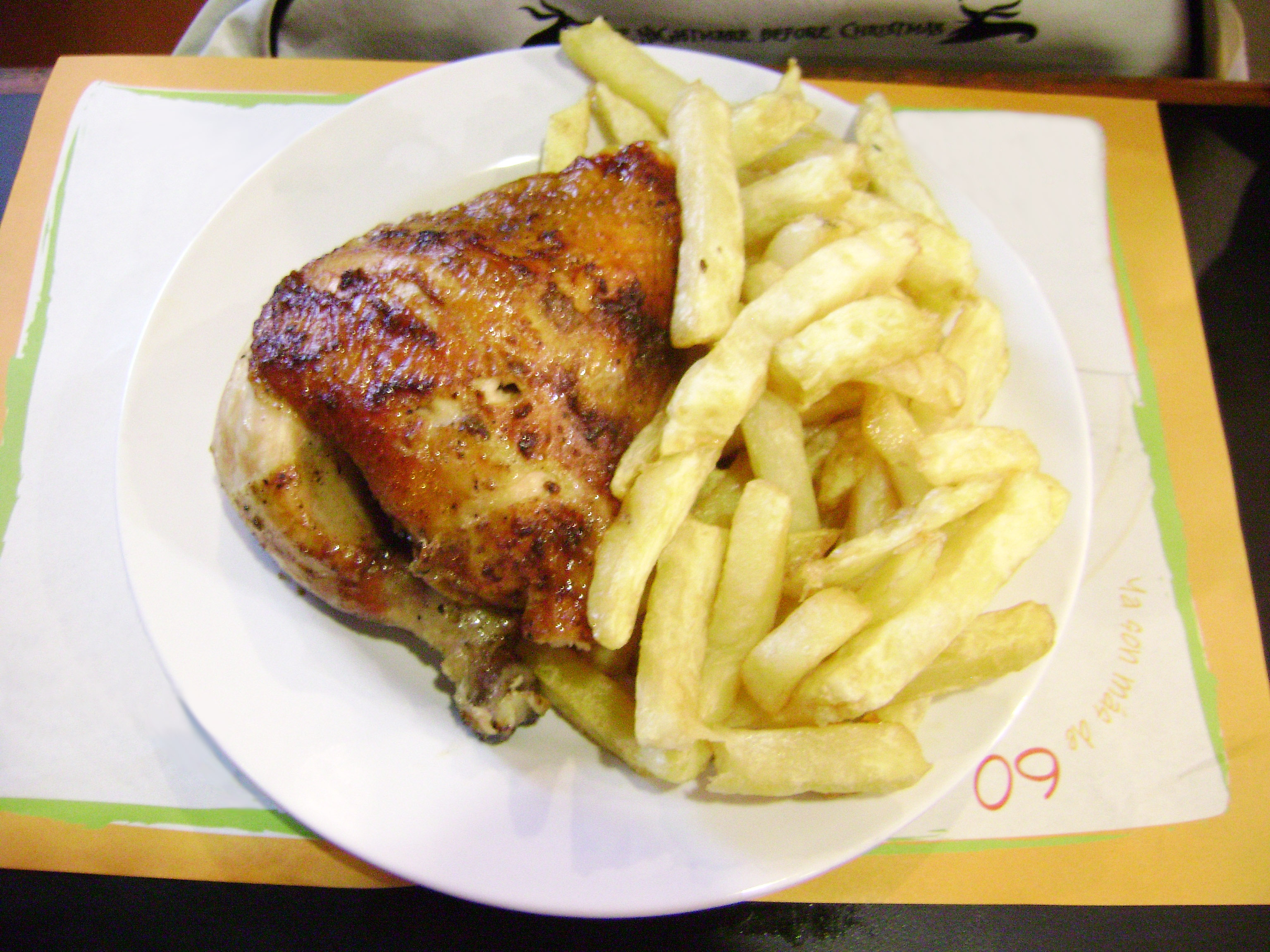
Pollo a la brasa peruano.

Perú ocupa el tercer puesto de los países con mayor índice de obesidad, por ejemplo el Pollo a la brasa es uno de los platos que se considera como chatarra en el Perú, es un plato que consiste en carne de pollo hembra joven eviscerada, marinada y cocida a las brasas. La carne macerada se hornea al calor de las brasas en un horno especial denominado «rotombo», que hace girar el animal sobre su propio eje, recibiendo uniformemente el calor de las brasas. El horno puede funcionar con carbón o leña o gas, siendo el más tradicional el de leña, la cual muchas veces proviene del algarrobo. El aderezo o marinada de la carne incluye distintos ingredientes, tales como cerveza negra, romero, huacatay, sal y pimienta, sillao, comino y ají panca, en distintas proporciones. La preparación de este aderezo varía de local en local y así hay locales que añaden, incluso un poco de pisco. Aunque el nombre del plato utiliza el género masculino («pollo»), la carne empleada proviene exclusivamente de las hembras ya que son más tiernas y jugosas. 
No hay advertencias visibles en sus productos que permitan a los consumidores repensar sus malos hábitos alimenticios o prevenir la ingesta de estos productos que afectan la salud negativamente, en contraste con la industria del cigarrillo que ya está obligada en la mayoría de los países a advertir sobre los riesgos para la salud que trae el consumo del cigarrillo a través de fotografías explícitas e información relevante en sus empaques o cajetillas.

## Véase también

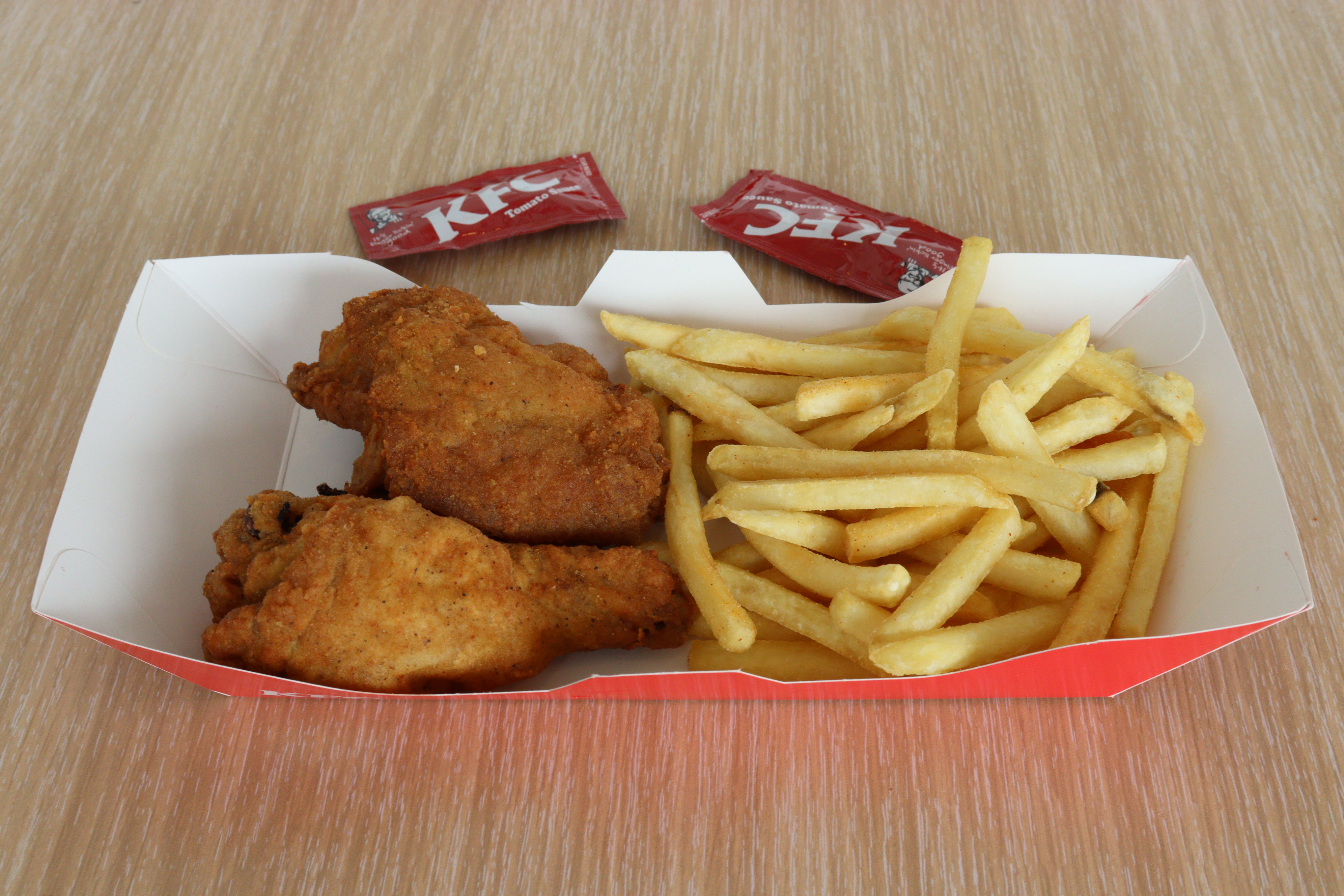
Pollo frito con papas fritas.

## Referencias

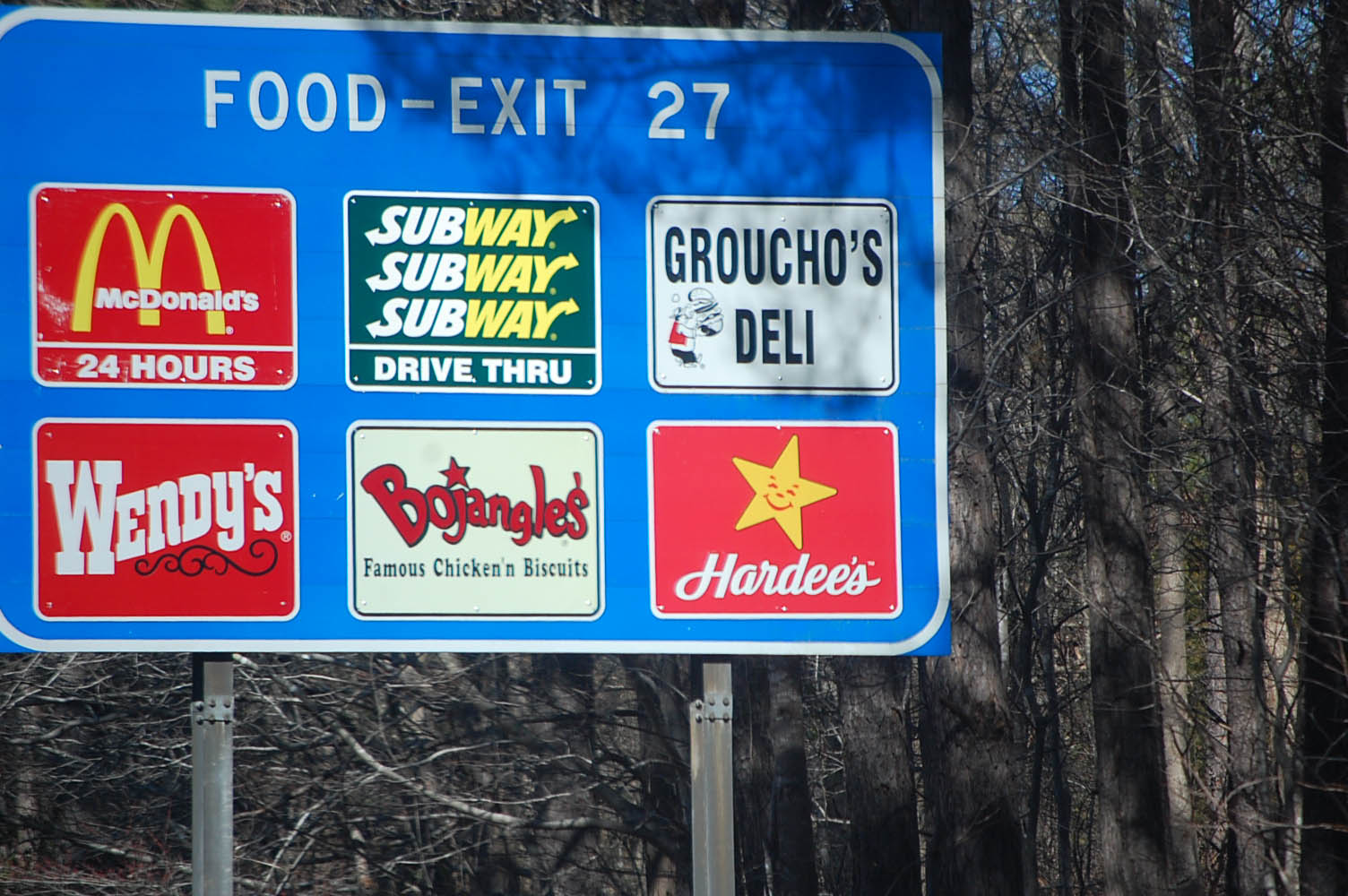
Empresas de comida rápida